# ماونت کارمل جانکشن، یوتا
ماونت کارمل جانکشن (به انگلیسی: Mount Carmel Junction) یک منطقهٔ مسکونی در ایالات متحده آمریکا است که در شهرستان کین، یوتا واقع شده‌است. ماونت کارمل جانکشن ۱٬۵۸۵٫۸۹ متر بالاتر از سطح دریا واقع شده‌است.